# أقسوتش
أقسوتش هي بلدة في مقاطعة قزل تبه في ولاية نواوي في أوزبكستان.